# Dimension W
Dimension W ist eine Mangaserie von Yūji Iwahara, die seit 2011 in Japan erscheint und auch ins Deutsche übersetzt wird. Im Jahr 2016 kam eine Adaption als Anime-Fernsehserie heraus. Das Werk ist den Genres Action und Science-Fiction zuzuordnen.

## Inhalt
In der nahen Zukunft entdeckt die Menschheit eine vierte Dimension, die Dimension W. Aus ihr lässt sich beliebig viel Energie gewinnen und so die Energieprobleme der Welt lösen. Im Jahr 2072 ist die ganze Welt mit dieser Energiequelle versorgt, zu der man über sogenannte Coils Zugang erhält, die von den Regierungen und dem Konzern New Tesla Energy kontrolliert werden. Doch gibt es auch einen Schwarzmarkt für Coils, die Kriminelle für sich nutzen.
Der Kopfgeldjäger Kyōma Mabuchi (マブチ・キョーマ) hält nicht viel von der neuen Technologie und vertraut lieber auf sein benzingetriebenes Fahrzeug. Doch sein Geld verdient er mit der Jagd auf illegale Coils als sogenannter „Collector“. Bei einem seiner Aufträge trifft er auf Mira Yurizaki (百合崎 ミラ), die androide „Tochter“ des Gründers von New Tesla Energy. Ihr Vater, der sich jahrelang mit ihr vor dem Konzern versteckt hatte, wird zur gleichen Zeit von dessen Polizeieinheit DAB aufgespürt. Er bringt sich in einer Explosion selbst um, weil er mit New Tesla Energy nichts mehr zu tun haben will – und zerstört dabei gleich alle Coils in der Umgebung. Mira wird von Kyōma gerettet und von seiner Auftraggeberin Mary und deren Technikerin Koorogi wiedererweckt. Von Mira erfahren sie, dass New Tesla Energy die Frau und Tochter ihres Gründers ermordete und er sich daher vor ihnen versteckte. Nun suchte der Konzern Kontakt mit ihm, die neue Leitung wolle sich aussöhnen. Mira hat nun, nach dem Tod ihres Vaters, von ihm den Auftrag programmiert bekommen, die illegalen Coils zu suchen. Also beauftragt Mary Kyōma damit, sich um sie zu kümmern und sie zur Collectorin auszubilden.

## Veröffentlichung
Die Serie erschien ab September 2011 (Ausgabe 19/2011) zunächst im Magazin Young Gangan bei Square Enix. Zum 25. Dezember 2015 (Ausgabe 1/2016) zog der Manga ins Monthly Big Gangan um, das zur gleichen Magazinfamilie gehört. Im Juni 2019 wurde die Serie beendet. Die in den Magazinen in einzelnen Kapiteln erscheinende Serie wurden auch in insgesamt 16 Sammelbänden herausgebracht. Diese verkauften sich jeweils über 45.000 mal.
Eine deutsche Übersetzung erschien von April 2016 bis April 2020 bei Kazé Deutschland mit allen 16 Bänden. Außerdem wird der Manga von Yen Press auf Englisch, von Editions Ki-oon auf Französisch, von Norma Editorial auf Spanisch und von Ever Glory Publishing auf Chinesisch veröffentlicht.

## Anime-Adaption
Unter der Regie von Kanta Kamei entstand 2016 eine Anime-Fernsehserie auf Grundlage des Mangas. Bei der Produktion von Studio 3Hz und Studio Orange war Shōtarō Suga für das Serienkonzept verantwortlich, die künstlerische Leitung lag bei Harumi Okamoto, Tsukasa Kakizakai und Yusuke Takeda. Das Charakterdesign entwarf Tokuyuki Matsutake.
Die Erstausstrahlung fand vom 10. Januar bis 27. März 2016 auf dem Sender Tokyo MX statt, direkt im Anschluss auf KBS Kyoto, sowie mit bis zu einer Woche Versatz auch auf Sun TV, TV Aichi, BS-11 und AT-X. Eine englische Synchronfassung wurde von Cartoon Network im Format Adult Swim gezeigt auf ihrem Toonami-Programmierblock; FUNimation Entertainment zeigt die Serie per Streaming. Über den gleichen Weg wurden italienisch, spanisch, französisch und deutsch untertitelte Versionen veröffentlicht. Die deutsche Fassung wurde erstmals bei Anime on Demand veröffentlicht.

### Synchronisation
| Rolle          | japanischer Sprecher (Seiyū) |
| -------------- | ---------------------------- |
| Kyōma Mabuchi  | Daisuke Ono                  |
| Mira Yurisaki  | Reina Ueda                   |
| Marie          | Kimiko Saito                 |
| Koorogi        | Yoshitsugu Matsuoka          |
| Albert Schuman | Akira Ishida                 |

### Musik
Die Musik der Serie stammt von Gō Shiina und Yoshiaki Fujisawa. Das Vorspannlied ist Genesis von Stereo Dive Foundation und der Abspann wurde mit Contrast von Fo'xTails unterlegt.